# Soleymān Shāh
Soleymān Shāh (persiska: سلیمان شاه, Deh Soleymān) är en ort i Iran.   Den ligger i provinsen Kermanshah, i den nordvästra delen av landet, 400 km väster om huvudstaden Teheran. Soleymān Shāh ligger 1 704 meter över havet och antalet invånare är 345.
Terrängen runt Soleymān Shāh är platt åt nordväst, men åt sydost är den kuperad.Runt Soleymān Shāh är det ganska tätbefolkat, med 72 invånare per kvadratkilometer. Närmaste större samhälle är Sonqor, 13,4 km sydost om Soleymān Shāh. Trakten runt Soleymān Shāh består till största delen av jordbruksmark.